# Andró (cambra)

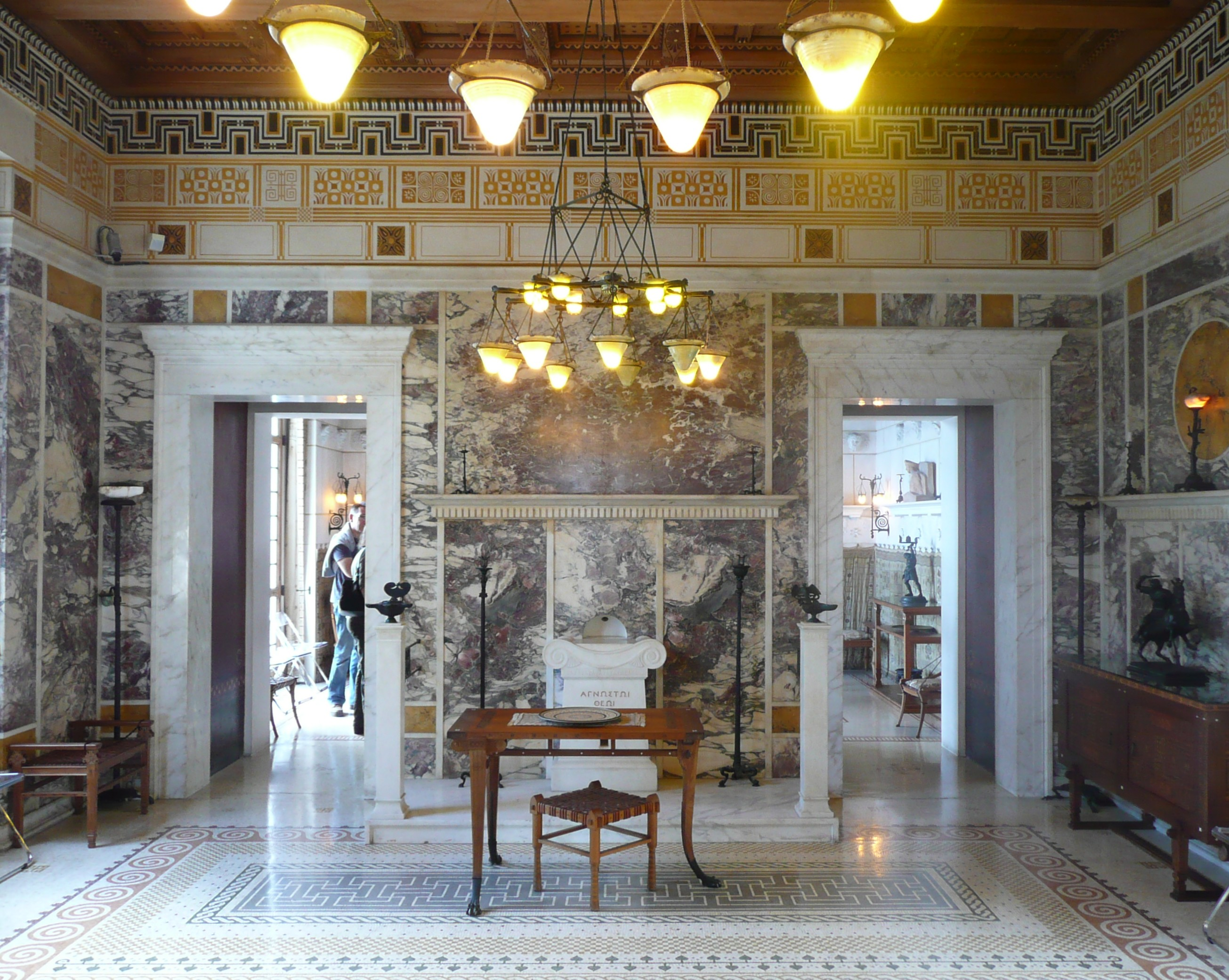
Andron a Villa Kerillos, Beaulieu-sur-Mer (França)

L'andró o àndron (del grec ἀνδρών andrōn), anomenat també andrònitis (ἀνδρωνῖτις andrōnitis), era la cambra reservada per als homes en una casa a l'antiga Grècia, a diferència del gineceu (γυναικεῖον gynaikeion), d'ús exclusiu de les dones de la casa.
L'andró s'utilitzava per entretenir convidats masculins. Amb aquest propòsit, la sala contenia sofàs, normalment un nombre senar per deixar espai per a la porta; taules que es podien posar sota els sofàs, obres d'art i qualsevol altra parafernàlia necessària. No totes les cases gregues clàssiques eren prou grans per tenir un andró, i fins i tot aquelles que en tenien podrien haver utilitzat la sala per a esdeveniments de gènere mixt i haver-lo fet servir dones que rebien convidades femenines, així com homes que organitzaven simposis.
A les excavacions d'Olint, les habitacions identificades com a androns contenien elements identificats amb activitats femenines, com a la resta de la casa.
La definició d'andró va canviar de la literatura grega antiga d'Homer a la llatina de Vitruvi; aquest explica alguns dels canvis al llibre 6 de De Architectura; el teòric de l'arquitectura Simon Weir ha explicat el context al voltant dels comentaris de Vitruvi.
L'historiador de l'art Hallie Franks ha explicat les metàfores del moviment als androns grecs.